# São Pedro (Manteigas)
São Pedro is een plaats (freguesia) in de Portugese gemeente Manteigas en telt 1764 inwoners (2001).